# Llista d'asteroides/168901-169000
| Nom      | Designació provisional | Data de descobriment   | Lloc de descobriment | Descobridor/s         |
| -------- | ---------------------- | ---------------------- | -------------------- | --------------------- |
| 168901 - | 2000 WJ164             | 21 de novembre de 2000 | Haleakala            | NEAT                  |
| 168902 - | 2000 WR166             | 24 de novembre de 2000 | Anderson Mesa        | LONEOS                |
| 168903 - | 2000 WW188             | 18 de novembre de 2000 | Anderson Mesa        | LONEOS                |
| 168904 - | 2000 WY189             | 18 de novembre de 2000 | Anderson Mesa        | LONEOS                |
| 168905 - | 2000 XT1               | 3 de desembre de 2000  | Kitt Peak            | Spacewatch            |
| 168906 - | 2000 XE12              | 4 de desembre de 2000  | Socorro              | LINEAR                |
| 168907 - | 2000 XN19              | 4 de desembre de 2000  | Socorro              | LINEAR                |
| 168908 - | 2000 XH21              | 4 de desembre de 2000  | Socorro              | LINEAR                |
| 168909 - | 2000 XV30              | 4 de desembre de 2000  | Socorro              | LINEAR                |
| 168910 - | 2000 XC52              | 6 de desembre de 2000  | Socorro              | LINEAR                |
| 168911 - | 2000 XM53              | 14 de desembre de 2000 | Bohyunsan            | Y.-B. Jeon, B.-C. Lee |
| 168912 - | 2000 YV2               | 20 de desembre de 2000 | Socorro              | LINEAR                |
| 168913 - | 2000 YA3               | 18 de desembre de 2000 | Kitt Peak            | Spacewatch            |
| 168914 - | 2000 YU21              | 27 de desembre de 2000 | Desert Beaver        | W. K. Y. Yeung        |
| 168915 - | 2000 YW37              | 30 de desembre de 2000 | Socorro              | LINEAR                |
| 168916 - | 2000 YZ42              | 30 de desembre de 2000 | Socorro              | LINEAR                |
| 168917 - | 2000 YM44              | 30 de desembre de 2000 | Socorro              | LINEAR                |
| 168918 - | 2000 YX44              | 30 de desembre de 2000 | Socorro              | LINEAR                |
| 168919 - | 2000 YR49              | 30 de desembre de 2000 | Socorro              | LINEAR                |
| 168920 - | 2000 YK50              | 30 de desembre de 2000 | Socorro              | LINEAR                |
| 168921 - | 2000 YT53              | 30 de desembre de 2000 | Socorro              | LINEAR                |
| 168922 - | 2000 YL55              | 30 de desembre de 2000 | Socorro              | LINEAR                |
| 168923 - | 2000 YU56              | 30 de desembre de 2000 | Socorro              | LINEAR                |
| 168924 - | 2000 YE59              | 30 de desembre de 2000 | Socorro              | LINEAR                |
| 168925 - | 2000 YV59              | 30 de desembre de 2000 | Socorro              | LINEAR                |
| 168926 - | 2000 YN65              | 16 de desembre de 2000 | Kitt Peak            | Spacewatch            |
| 168927 - | 2000 YD68              | 28 de desembre de 2000 | Socorro              | LINEAR                |
| 168928 - | 2000 YG71              | 30 de desembre de 2000 | Socorro              | LINEAR                |
| 168929 - | 2000 YT72              | 30 de desembre de 2000 | Socorro              | LINEAR                |
| 168930 - | 2000 YV73              | 30 de desembre de 2000 | Socorro              | LINEAR                |
| 168931 - | 2000 YL82              | 30 de desembre de 2000 | Socorro              | LINEAR                |
| 168932 - | 2000 YG86              | 30 de desembre de 2000 | Socorro              | LINEAR                |
| 168933 - | 2000 YQ88              | 30 de desembre de 2000 | Socorro              | LINEAR                |
| 168934 - | 2000 YR91              | 30 de desembre de 2000 | Socorro              | LINEAR                |
| 168935 - | 2000 YC95              | 30 de desembre de 2000 | Socorro              | LINEAR                |
| 168936 - | 2000 YN95              | 30 de desembre de 2000 | Socorro              | LINEAR                |
| 168937 - | 2000 YU95              | 30 de desembre de 2000 | Socorro              | LINEAR                |
| 168938 - | 2000 YS107             | 30 de desembre de 2000 | Socorro              | LINEAR                |
| 168939 - | 2000 YB108             | 30 de desembre de 2000 | Socorro              | LINEAR                |
| 168940 - | 2000 YL109             | 30 de desembre de 2000 | Socorro              | LINEAR                |
| 168941 - | 2000 YO111             | 30 de desembre de 2000 | Socorro              | LINEAR                |
| 168942 - | 2000 YL114             | 30 de desembre de 2000 | Socorro              | LINEAR                |
| 168943 - | 2000 YG118             | 30 de desembre de 2000 | Socorro              | LINEAR                |
| 168944 - | 2000 YK126             | 29 de desembre de 2000 | Anderson Mesa        | LONEOS                |
| 168945 - | 2000 YN131             | 30 de desembre de 2000 | Desert Beaver        | W. K. Y. Yeung        |
| 168946 - | 2000 YY135             | 22 de desembre de 2000 | Socorro              | LINEAR                |
| 168947 - | 2000 YB139             | 27 de desembre de 2000 | Kitt Peak            | Spacewatch            |
| 168948 - | 2000 YX143             | 23 de desembre de 2000 | Apache Point         | SDSS                  |
| 168949 - | 2001 AV18              | 4 de gener de 2001     | Haleakala            | NEAT                  |
| 168950 - | 2001 AA26              | 2 de gener de 2001     | Socorro              | LINEAR                |
| 168951 - | 2001 AL33              | 4 de gener de 2001     | Socorro              | LINEAR                |
| 168952 - | 2001 AN39              | 2 de gener de 2001     | Kitt Peak            | Spacewatch            |
| 168953 - | 2001 AZ43              | 14 de gener de 2001    | Kitt Peak            | Spacewatch            |
| 168954 - | 2001 AT44              | 15 de gener de 2001    | Oizumi               | T. Kobayashi          |
| 168955 - | 2001 AV44              | 15 de gener de 2001    | Oizumi               | T. Kobayashi          |
| 168956 - | 2001 AC47              | 15 de gener de 2001    | Socorro              | LINEAR                |
| 168957 - | 2001 AB52              | 5 de gener de 2001     | Socorro              | LINEAR                |
| 168958 - | 2001 AC52              | 5 de gener de 2001     | Socorro              | LINEAR                |
| 168959 - | 2001 BP6               | 19 de gener de 2001    | Socorro              | LINEAR                |
| 168960 - | 2001 BQ19              | 19 de gener de 2001    | Socorro              | LINEAR                |
| 168961 - | 2001 BF23              | 20 de gener de 2001    | Socorro              | LINEAR                |
| 168962 - | 2001 BK27              | 20 de gener de 2001    | Socorro              | LINEAR                |
| 168963 - | 2001 BT32              | 20 de gener de 2001    | Socorro              | LINEAR                |
| 168964 - | 2001 BF36              | 19 de gener de 2001    | Socorro              | LINEAR                |
| 168965 - | 2001 BL37              | 21 de gener de 2001    | Socorro              | LINEAR                |
| 168966 - | 2001 BC38              | 21 de gener de 2001    | Socorro              | LINEAR                |
| 168967 - | 2001 BB43              | 19 de gener de 2001    | Socorro              | LINEAR                |
| 168968 - | 2001 BY45              | 21 de gener de 2001    | Socorro              | LINEAR                |
| 168969 - | 2001 BX55              | 19 de gener de 2001    | Socorro              | LINEAR                |
| 168970 - | 2001 BT56              | 19 de gener de 2001    | Kitt Peak            | Spacewatch            |
| 168971 - | 2001 BA58              | 21 de gener de 2001    | Socorro              | LINEAR                |
| 168972 - | 2001 BL59              | 26 de gener de 2001    | Socorro              | LINEAR                |
| 168973 - | 2001 BQ64              | 30 de gener de 2001    | Socorro              | LINEAR                |
| 168974 - | 2001 BD65              | 26 de gener de 2001    | Socorro              | LINEAR                |
| 168975 - | 2001 BO66              | 26 de gener de 2001    | Socorro              | LINEAR                |
| 168976 - | 2001 BE68              | 31 de gener de 2001    | Socorro              | LINEAR                |
| 168977 - | 2001 BE75              | 26 de gener de 2001    | Kitt Peak            | Spacewatch            |
| 168978 - | 2001 BO75              | 26 de gener de 2001    | Kitt Peak            | Spacewatch            |
| 168979 - | 2001 CS1               | 1 de febrer de 2001    | Socorro              | LINEAR                |
| 168980 - | 2001 CS2               | 1 de febrer de 2001    | Socorro              | LINEAR                |
| 168981 - | 2001 CT3               | 1 de febrer de 2001    | Socorro              | LINEAR                |
| 168982 - | 2001 CC9               | 1 de febrer de 2001    | Socorro              | LINEAR                |
| 168983 - | 2001 CV11              | 1 de febrer de 2001    | Socorro              | LINEAR                |
| 168984 - | 2001 CQ14              | 1 de febrer de 2001    | Socorro              | LINEAR                |
| 168985 - | 2001 CC18              | 2 de febrer de 2001    | Socorro              | LINEAR                |
| 168986 - | 2001 CV22              | 1 de febrer de 2001    | Anderson Mesa        | LONEOS                |
| 168987 - | 2001 CE25              | 1 de febrer de 2001    | Socorro              | LINEAR                |
| 168988 - | 2001 CF25              | 1 de febrer de 2001    | Socorro              | LINEAR                |
| 168989 - | 2001 CH29              | 2 de febrer de 2001    | Anderson Mesa        | LONEOS                |
| 168990 - | 2001 CO30              | 2 de febrer de 2001    | Haleakala            | NEAT                  |
| 168991 - | 2001 CO38              | 13 de febrer de 2001   | Socorro              | LINEAR                |
| 168992 - | 2001 CR39              | 13 de febrer de 2001   | Socorro              | LINEAR                |
| 168993 - | 2001 CH40              | 13 de febrer de 2001   | Socorro              | LINEAR                |
| 168994 - | 2001 CZ47              | 12 de febrer de 2001   | Anderson Mesa        | LONEOS                |
| 168995 - | 2001 DV4               | 16 de febrer de 2001   | Socorro              | LINEAR                |
| 168996 - | 2001 DK6               | 16 de febrer de 2001   | Socorro              | LINEAR                |
| 168997 - | 2001 DP19              | 16 de febrer de 2001   | Socorro              | LINEAR                |
| 168998 - | 2001 DA25              | 17 de febrer de 2001   | Socorro              | LINEAR                |
| 168999 - | 2001 DR26              | 17 de febrer de 2001   | Socorro              | LINEAR                |
| 169000 - | 2001 DA30              | 17 de febrer de 2001   | Socorro              | LINEAR                |